# Tratado de Londres (1867)

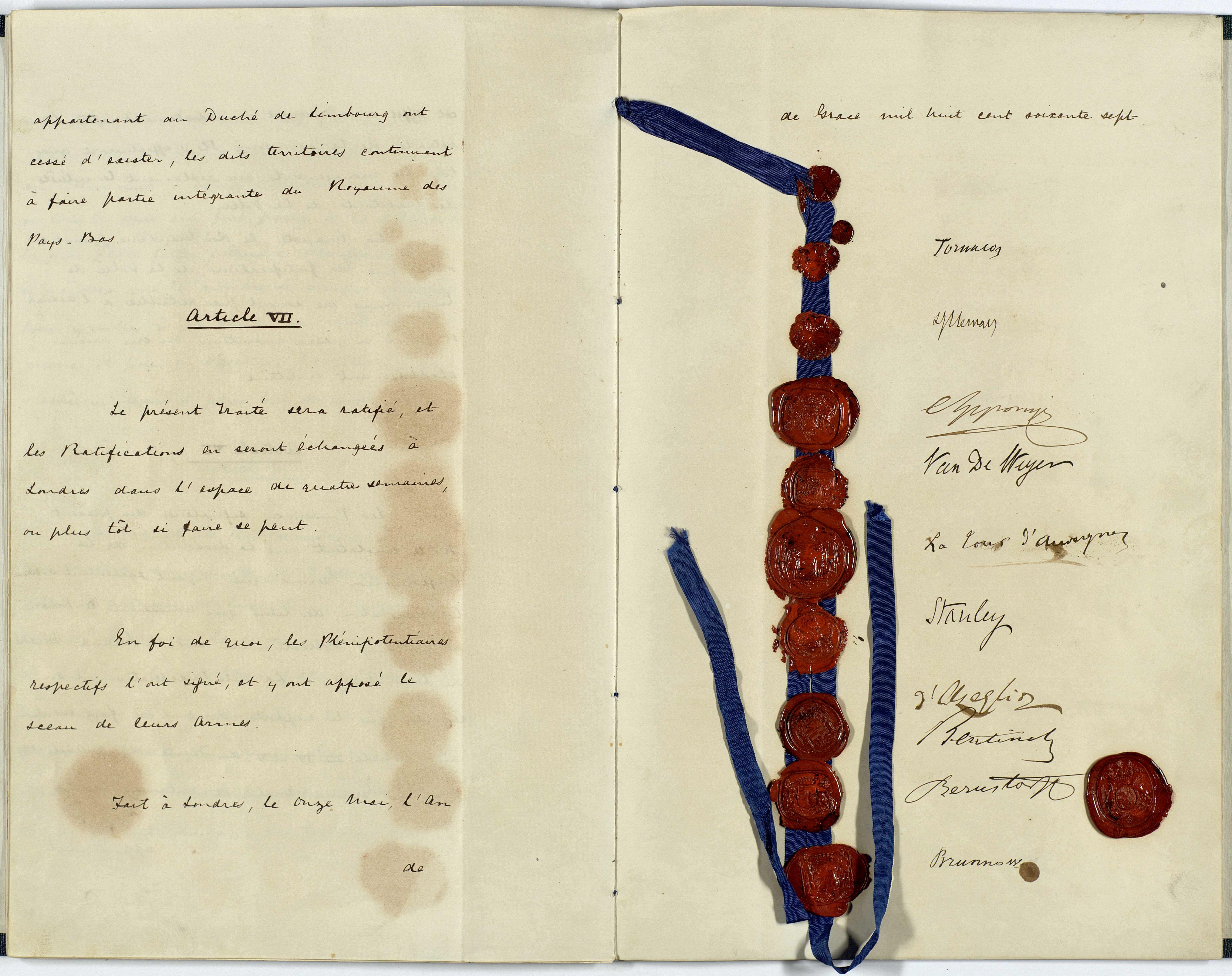
Firmas en el Tratado de Londres.

El Tratado de Londres (Francés: Traité de Londres; Inglés: Treaty of London), llamado también el Segundo Tratado de Londres, debido a que era posterior al Tratado de Londres (1839) también concerniente a la zona del actual Benelux, fue un tratado internacional firmado el 11 de mayo de 1867. De acuerdo con las consecuencias de la guerra austro-prusiana y la Crisis luxemburguesa, que influyeron sobre la evolución histórica de Luxemburgo y las relaciones entre las Grandes Potencias de Europa. 

## Efectos
El efecto inmediato del tratado, establecido en el Artículo I, fue la reafirmación de la unión personal de los Países Bajos y Luxemburgo bajo la Casa de Orange-Nassau. La crisis luxemburguesa había estallado después de que el emperador francés Napoleón III intentara la compra de Luxemburgo al rey holandés Guillermo III. En consecuencia, el mantenimiento de la propiedad holandesa de Luxemburgo, libre de la injerencia francesa, fue de vital importancia para Prusia.
La neutralidad de Luxemburgo, establecida en el Primer Tratado de Londres, volvió a ser reafirmada. Las partes que no firmaron el anterior tratado fueron garantes de la neutralidad de Luxemburgo en este (una excepción fue Bélgica, que fue, en sí mismo, parte de la neutralidad).
Para asegurar la neutralidad de Luxemburgo, las fortificaciones de la ciudad de Luxemburgo, conocida como la "Gibraltar del Norte", debían ser destruidas y nunca reconstruidas. El desmantelamiento de las fortificaciones tardó dieciséis años, costó 1.5 millones de francos de oro y requirió la destrucción de más de 24 km de defensas terrestres y 40.000 m² de casamatas, baterías, barracones, etc. Por otra parte, la guarnición prusiana, que había sido establecida en Luxemburgo desde el Congreso de Viena de 1815, sería retirada.
La Guerra de las Siete Semanas había llevado al colapso de la Confederación Alemana. Dos exmiembros, el Gran Ducado de Luxemburgo y el ducado de Limburgo, eran posesiones del rey holandés. Para aclarar la situación a raíz del fin de la Confederación, el Tratado de Londres reconoció el final de la Confederación y declaró que Luxemburgo y Limburgo debía ser consideras en adelante  "parte integral del Reino de los Países Bajos". Luxemburgo se reintegraría a la unión aduanera alemana, el Zollverein, en la que permanecerá hasta el 1 de enero de 1919.

## Firmantes
El tratado fue firmado por los representantes de todas las Grandes Potencias de Europa:
- Imperio austríaco, representado por Rudolf Apponyi.
- Reino de Bélgica, representada por el representante especial de Londres Sylvain Van de Weyer.
- Segundo Imperio Francés, representado por el Príncipe de La Tour d'Augergne-Lauraguais.
- Reino de Italia, representado por el diplomático Vittorio Emmanuele Taparelli, marqués d'Azeglio.
- Gran Ducado de Luxemburgo, representada por el Barón de Tornaco, el primer ministro y Emmanuel Servais.
- Reino de los Países Bajos, representados por el Barón Bentinck.
- Reino de Prusia, representado por el conde Bernstorff-Stintenburg.
- Reino Unido, representado por el Secretario de Estado para Relaciones Exteriores, Lord Stanley.
- Imperio ruso, representado por el diplomático el Barón Brunnow.

En un primer momento Italia no fue invitada, pero el rey Víctor Manuel II persuadió a otros monarcas para invitar a su representante en Londres. Italia tenía una escasa relación con Luxemburgo, y el tratado no le afectaba directamente. No obstante significó la primera vez que Italia, recién unificada, era invitada a tomar parte en una conferencia internacional en pie de igualdad entre las potencias europeas, y, por tanto, fue un acto con gran valor simbólico para el reino de Italia.